# Daniel Erlandsson
Daniel John Erlandsson (22 de mayo de 1976 en Malmö, Suecia) es el baterista de la banda de death metal melódico Arch Enemy.

## Historia
Sus primeros pasos como baterista los dio en bandas como In Flames, además ha tocado con otras bandas, siendo las más reconocidas Eucharist, Liers in Wait, Diabolique y Armageddon, tocando en esta última con Christopher Amott de Arch Enemy.
El hermano mayor de Daniel, Adrian Erlandsson, baterista de At the Gates, Brujería y exbaterista de Cradle of Filth ha sido una gran influencia, ya que ambos crecieron juntos en Suecia y comenzaron a tocar la batería a una edad muy temprana. Daniel también escribe en la página oficial de Arch Enemy donde dice:"Ambos crecimos juntos y solíamos practicar en una pequeña batería en el sótano de la casa de nuestros padres, Adrian comenzó a tocar batería primero y unos años luego comencé yo... Él ha sido una gran influencia para mí, si no fuera por él probablemente hoy no estaría tocando la batería". 
De acuerdo con el sitio oficial de Arch Enemy, otras influencias para Daniel Erlandsson además de su hermano han sido: Black Sabbath, Judas Priest, Slayer, Iron Maiden entre otros. 
Usando su conocimiento en funk y fusión combinándolo con el tradicional sonido del heavy metal, Daniel produce un estilo único de percusión lo que ayuda en la melodía y ritmo de Arch Enemy.

## Discografía
Discografía de Daniel Erlandsson con Arch Enemy.
| Fecha de Lanzamiento | Título de álbum      | Firma                 | Formato          |
| -------------------- | -------------------- | --------------------- | ---------------- |
| 2 de octubre de 1996 | Black Earth          | Wrong Again Records   | Álbum de estudio |
| 27 de julio de 1999  | Burning Bridges      | Century Media Records | Álbum de estudio |
| 25 de abril de 2001  | Wages of Sin         | Century Media Records | Álbum de estudio |
| 26 de agosto de 2003 | Anthems of Rebellion | Century Media Records | Álbum de estudio |
| 6 de marzo de 2002   | Burning Angel        | Century Media Records | EP               |
| 31 de agosto de 2007 | Revolution Begins    | Century Media Records | EP               |

## Equipo

### Set
- 24"x18" bass drum x2
- 10"x8" Tom
- 12"x9" Tom
- 13"x12" Tom
- 16"x14" Floor Tom
- 18"x16" Floor Tom
- 14"x6.5" Masterworks CarbonPly Maple Snare

Pearl Masterworks Series Carbon Fiber

### Platillos
- 14” HHX Power Hats
- 17” AAXtreme China
- 18” HHX Stage Crash
- 10” HHX Splash
- 12" HHX Evolution Splash
- 19” HHXTreme Crash
- 22” HH Mega Bell Ride
- 18” HHX Evolution O-zone Crash
- 14" HHXcelerator hats
- 18” HHX China

Todos los platillos por Sabian.

### Hardware
- DR-503 Drum Rack[1]
- DR-501 Front Rack
- RJ-50 Mini Extension Bar
- RH-2000 Hi-Hat
- PCX200 Clamp x 4
- PCX100 Clamp x 11
- TH2000I Tom Holder x 4
- S-2000 Snare Stand
- CLH100 Closed Hi-hat
- CH88 Cymbal Holders x 11
- Eliminator Chain Drive Pedals x 2
- D2000 Throne